# Stara Wola
Stara Wola – wieś w Polsce położona w województwie mazowieckim, w powiecie sierpeckim, w gminie Szczutowo. Ma status sołectwa.

## Podział administracyjny
W latach 1975–1998 miejscowość administracyjnie należała do województwa płockiego.

## Demografia
Według spisu powszechnego z 1921 w folwarku i wsi Stara Wola było 45 budynków i 309 mieszkańców, z których wszyscy deklarowali narodowość polską. Wśród mieszkańców 296 osoby były wyznania rzymskokatolickiego, 10 osób wyznania ewangelickiego i 3 wyznania mojżeszowego.
Według Narodowego Spisu Powszechnego (III 2011 r.) wieś liczyła 183 mieszkańców.